# Pfalzreferent

Das Gebiet der Pfalz als bayerische Provinz

Der Pfalzreferent ist der Beauftragte des Landes Bayern für die ehemals bayerische Pfalz, den achten Regierungsbezirk, der nach dem Zweiten Weltkrieg zum neu gegründeten Bundesland Rheinland-Pfalz kam.
Im Hintergrund standen Bestrebungen, die linksrheinische Pfalz wieder an Bayern anzugliedern. 1949 wurde deshalb in München der Landesverband der Pfälzer in Bayern gegründet.
In diesem Zusammenhang wurde in München eine pfälzische Weinstube gegründet, aus deren Gewinn im Jahr 1974 die Bayern-Pfalz-Stiftung gegründet wurde, die begabte und bedürftige junge Pfälzer unterstützt, die in Bayern ihre Ausbildung machen.
Im Jahr 1956 wurde der Versuch unternommen, ein Volksbegehren für die Rückgewinnung der Pfalz zu initiieren, doch nur 7,8 Prozent der Wahlberechtigten trugen sich in die Listen ein, für einen Volksentscheid wären jedoch zehn Prozent nötig gewesen. 